# Söderbärke kyrka
Söderbärke kyrka är en kyrkobyggnad i Söderbärke. Den tillhör Söderbärke församling i Västerås stift. Söderbärke kyrka ingår i Ekomuseum Bergslagen.

## Föregångare till den nuvarande kyrkobyggnaden
Legender säger att "Västmanlands apostel" Sankt David skulle ha grundat den första kyrkan. Om detta och om hur den såg ut vet man intet. Senast under 1300-talet har en kyrka i gråsten uppförts. Av denna återfinns delar i tornet i den nuvarande kyrkan. Det finns också ett mindre antal inventarier bevarade härifrån, däribland en dopfunt i gotländsk sandsten från sent 1200-tal, en bibel från 1618, ett epitafium över bruksarrendatorn Reinhold Tersmeden från 1699 och en uppsättning nattvardssilver från 1708.

## Den nuvarande kyrkans tillkomst
Med början 1729 uppfördes en ny kyrka på samma plats som den gamla. Byggandet drog ut på tiden av olika orsaker. Bland annat drabbades man av att de nyresta takstolarna blåste ner under en storm i september 1732. Kyrkan stod klar 1734. Bruksägaren Jacob Tersmeden d.ä. på Larsbo beskrivs som en av byggets främsta ekonomiska tillskyndare. Predikstolen är ritad av Carl Hårleman.

## Senare renoveringar
Kyrkan restaurerades 1911 på ett sätt som Hakon Ahlberg beskriver som pietetslöst. Vid nästa renovering, 1966–1967, togs sikte på att återställa mera av 1700-talskaraktären i kyrkan. Kyrkan rustades utvändigt 1983.

## Orgel
- 1795 byggde Niclas Söderström i Nora en orgel med 20 stämmor, två manualer och bihängd pedal. 1865 renoverades orgeln av Erik Adolf Setterquist, Örebro. Vid renoveringen togs fem stämmor bort.
- 1923 byggde Furtwängler & Hammer, Hannover i Tyskland, en orgel med 28 stämmor, två manualer och pedal.
- Den nuvarande orgeln byggdes 1967 av Åkerman & Lund, Knivsta. Orgeln är mekanisk. Fasaden med ljudande fasadpipor är från 1795 års orgel.[1]

| Huvudverk I   | Svällverk II      | Pedal        | Koppel |
| Principal 8'  | Gedackt 8'        | Subbas 16'   | I/P    |
| Rörflöjt 8'   | Viola da Gamba 8' | Oktava 8'    | II/P   |
| Oktava 4'     | Principal 4'      | Gedackt 8'   | II/I   |
| Spetsflöjt 4' | Koppelflöjt 4'    | Pommer 4'    |        |
| Oktava 2'     | Waldflöjt 2'      | Nachthorn 2' |        |
| Mixtur 5 chor | Nasat 1 1⁄3'      | Basun 16'    |        |
| Dulcian 16'   | Scharf 3 chor     |              |        |
|               | Oboe 8'           |              |        |
|               | Tremulant         |              |        |
|               | Crescendosvällare |              |        |

### Kororgel
Den nuvarande mekaniska kororgeln byggdes 1967 av Åkerman & Lund, Knivsta.
| Manual        | Pedal   |
| Gedackt 8'    | Bihängd |
| Principal 4'  |         |
| Rörflöjt 4'   |         |
| Waldflöjt 2'  |         |
| Scharf 2 chor |         |

## Galleri

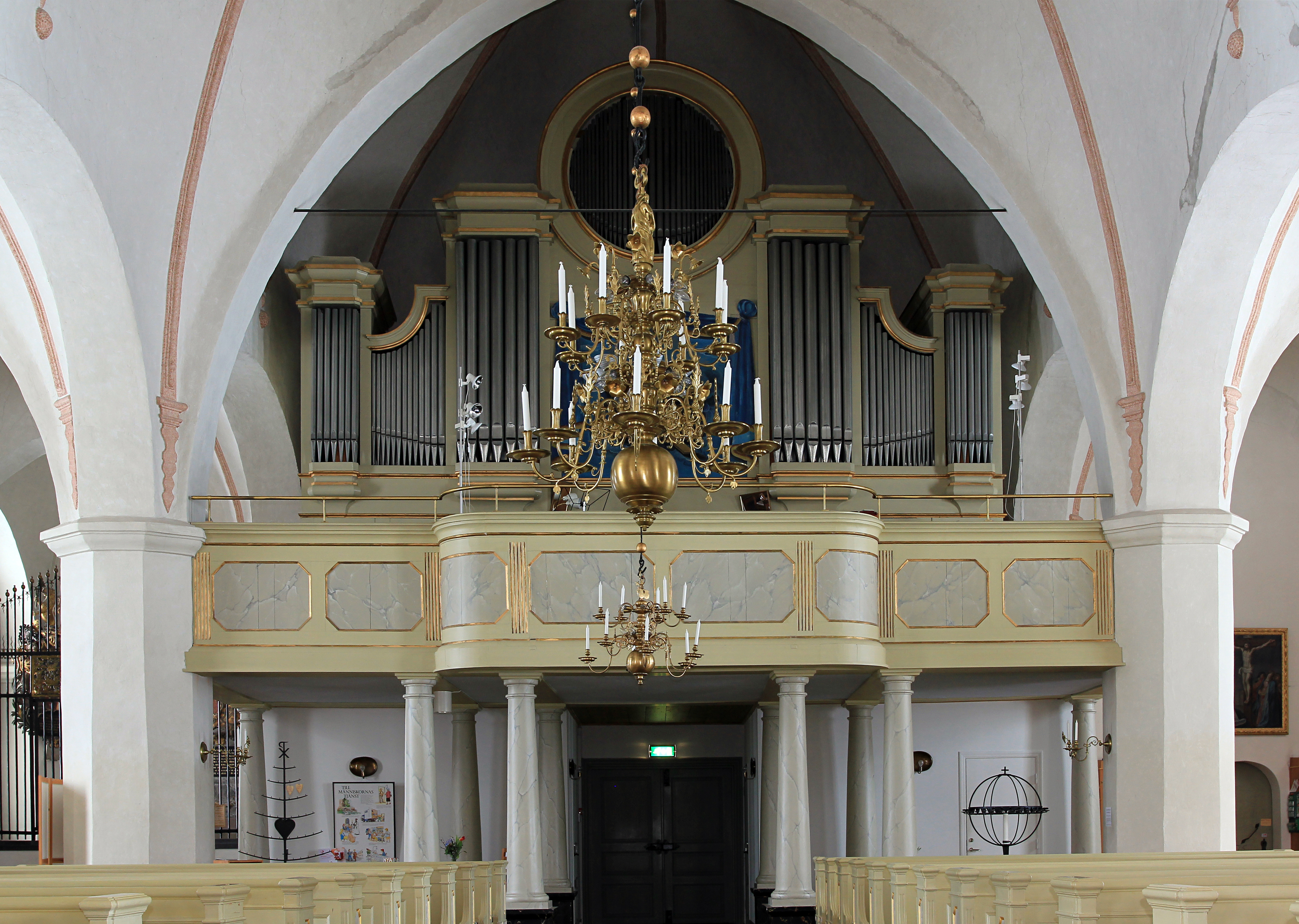
Orgelläktaren.
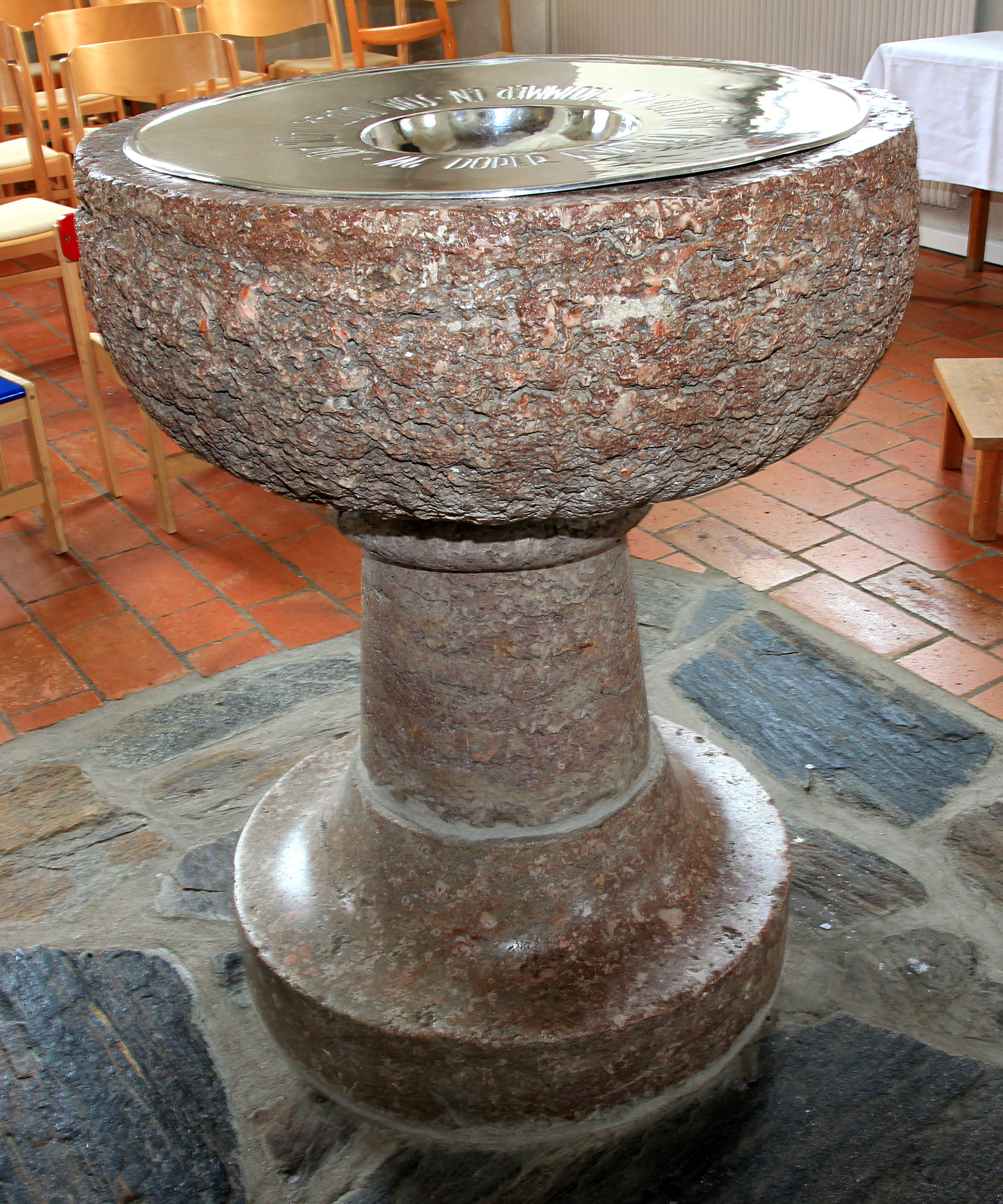
Dopfunten från 1200-talet.
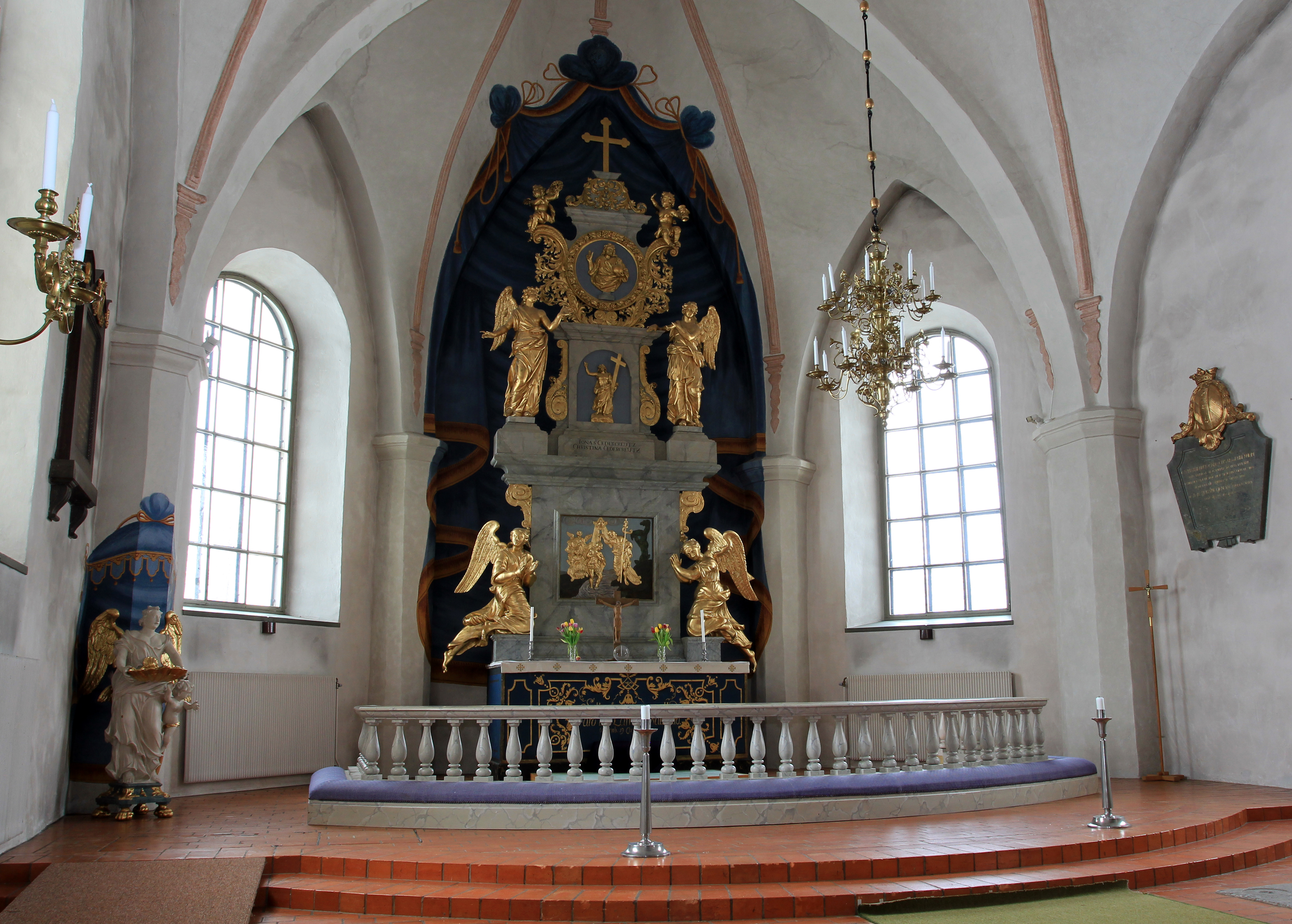
Koret.
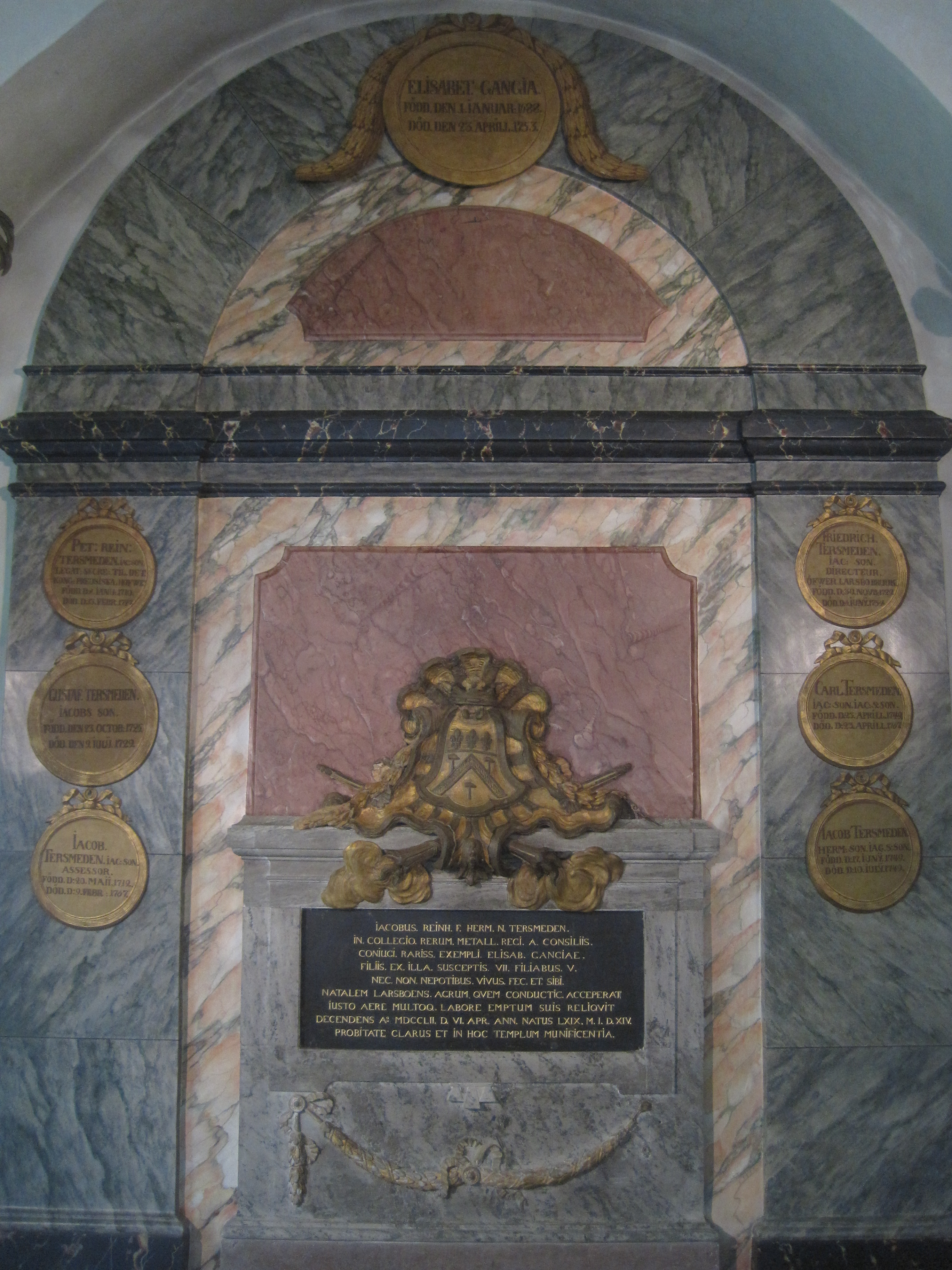
Centralpartiet i Tersmedenska gravkoret.